# Балыклы (Тюлячинский район)
Балыклы (тат. Балыклы) — село в Тюлячинском районе Республики Татарстан, в составе Аланского сельского поселения.

## География
Село находится на реке Тямтибаш, в 9 км к юго-западу от районного центра — села Тюлячи.

## Этимолгия
Название села произошло от татарского слова «балык» (рыба).

## История
Основание села относят к периоду Казанского ханства.
В XVIII веке и вплоть до 1860-х годов жители села причислялись к государственным крестьянам. Основными занятиями жителей села являлись земледелие, разведение скота, портняжно-шапочный промысел.  
По сведениям из первоисточников, в начале XX столетия в селе существовали мечеть и медресе, 2 водяные мельницы, 2 крупообдирки, 2 мелочные лавки. В этот период земельный надел сельской общины составлял 1437,9 десятин.
До 1920 года село входило в Ключищинскую волость Лаишевского уезда Казанской губернии, с 1920 относилось к Лаишевскому, с 1927 года - к Арскому кантонам ТАССР. С 10.08.1930 в Сабинском, с 10.02.1935 в Тюлячинском, с 12.10.1959 в Сабинском, с 04.10.1991 в Тюлячинском р-нах.

## Население
| 1782 | 1859 | 1897 | 1908 | 1920 | 1926 | 1949 | 1958 | 1970 | 1979 | 1989 | 2000 |
| ---- | ---- | ---- | ---- | ---- | ---- | ---- | ---- | ---- | ---- | ---- | ---- |
| 102  | 664  | 897  | 1058 | 1015 | 749  | 618  | 505  | 469  | 404  | 307  | 323  |

Национальный состав села — татары.

## Экономика
Жители занимаются полеводством, мясным скотоводством.

## Инфраструктура
В селе функционируют начальная школа, дом культуры.

## Религия
Мечеть.